# Apocellus sphaericollis
Apocellus sphaericollis är en skalbaggsart som först beskrevs av Thomas Say 1831.  Apocellus sphaericollis ingår i släktet Apocellus och familjen kortvingar. Inga underarter finns listade i Catalogue of Life.